# Troponina
Troponina – białko regulujące skurcze mięśni poprzecznie prążkowanych i mięśnia sercowego.

Troponin

Oznaczenie sercowych izoform troponin ma podstawowe znaczenie w diagnostyce zawału mięśnia sercowego.
Wyróżnia się:
- troponinę TnC – przyłączającą wapń podczas skurczu mięśnia
- troponinę TnI – wiążącą aktynę i hamującą jej kontakt z miozyną
- troponinę TnT – wiążącą tropomiozynę.

Podwyższenie wartości TnT lub TnI powyżej 99. percentyla w referencyjnej grupie kontrolnej (powyżej górnej granicy zakresu referencyjnego) w połączeniu z objawami ostrego niedokrwienia pozwala na rozpoznanie zawału serca.
Inne stany, w których dochodzi do wzrostu stężenia troponin w osoczu:
- wstrząśnienie serca
- zabieg chirurgiczny na sercu
- zastoinowa niewydolność serca
- rozwarstwienie aorty
- kardiomiopatia przerostowa
- wady zastawki aortalnej
- tachyarytmie
- bradyarytmie
- blok serca
- zespół takotsubo
- rabdomioliza w sercu
- zatorowość płucna
- ciężkie nadciśnienie płucne
- niewydolność nerek
- udar mózgu
- krwawienie podpajęczynówkowe
- amyloidoza
- hemochromatoza
- twardzina
- sarkoidoza
- zapalenie mięśnia sercowego
- zapalenie wsierdzia lub osierdzia z zajęciem miokardium
- toksyczne działanie leków lub trucizn
- oparzenia zajmujące ponad 30% powierzchni ciała
- ekstremalny wysiłek fizyczny

Troponina I jest predyktorem wystąpienia kardiotoksyczności związanej z leczeniem trastuzumabem.